# Stenotarsus subtilis
Stenotarsus subtilis es una especie de coleóptero de la familia Endomychidae.

## Distribución geográfica
Habita en Panamá.